# 이라크 이슬람 국가
이라크 이슬람국은 이라크 아랍인들의 시아파 지역에 칼리파 신정국가를 수립하려 했던 수니파 무장 단체이다. 2006년 10월 15일, 알카에다의 이라크 지부는 스스로를 이슬람 국가의 원형 국가라고 소개하고 여러 소규모 테러 단체를 흡수하고 이라크 이슬람국으로 개명했다.
이라크 전쟁이 한창이던 2006년에서 2008년 사이에 모술, 바그다드 주, 안바르 주, 디얄라 주를 장악하고 바쿠바를 수도로 선언하였고 2013년 4월에 이라크 레반트 이슬람 국가로 개칭하였다.